# Лепрекон: Начало
«Лепрекон: Начало» (англ. Leprechaun: Origins) — американский фильм ужасов режиссёра Зака Липовского. Премьера состоялась 26 августа 2014 года.

## Сюжет
Путешествуя по историческим местам Ирландии, четверо молодых ребят поддаются на уговоры местного жителя посетить местную достопримечательность — древние каменные статуи.

## В ролях
| Актёр                    | Роль              |
| ------------------------ | ----------------- |
| Дилан «Хорнсвоггл» Постл | Лепрекон          |
| Стефани Беннетт          | Софи              |
| Брендан Флетчер          | Дэвид             |
| Мелисса Роксбург         | Джени             |
| Эндрю Данбар             | Бен               |
| Гарри Челк               | Хэмиш             |
| Тич Грант                | Шон               |
| Брюс Блэйн               | Йен               |
| Мэри Блэк                | Мэри              |
| Эмили Уллеруп            | Катерина          |
| Адам Бойс                | Франсуа           |
| Гэри Питерман            | ирландский фермер |

## Критика
Критики восприняли фильм преимущественно негативно, жалуясь на клишированный сценарий и плохую режиссуру. На агрегаторе рецензий Rotten Tomatoes рейтинг составил 0 % на основе отзывов семи критиков. Клифф Уитли из IGN раскритиковал фильм, написав: «Подобные слэшеры требуют определенного качества. Когда у руля стоят опытные режиссеры даже в самом дешевом и некачественном произведении могут быть острые ощущения, смех, запоминающиеся персонажи и связный сюжет. К сожалению, фильм не предлагает ничего из этого».